# Георги Даскалов (политик)
 Тази статия е за политика.  За други личности с това име вижте Георги Даскалов.  
Георги Христов Даскалов е български политик, деец на Българската комунистическа партия.

## Биография
Геоорги Даскалов е роден е през 1895 г. в кукушкото село Междурек, тогава в Османската империя. След Балканските войни семейството му се премества в Хасково. Тук започва работа като тютюноработник. От 1919 г. е член на БКП, а от 1921 до 1923 г. е член на местния партиен комитет. Между 1924 и 1925 е член на Окръжния комитет на БКП за Хасково, а от 1925 до 1927 е секретар на комитета. В 1927 – 1928 участва във Втората редовна нелегалната конференция на БКП (т. с.) в Берлин, на която е избран за член на Централния комитет. През 1929 г. е осъден на 12,5 години затвор на процеса на 59-те. В периода 1941 – 1943 е интерниран в лагерите Гонда вода и Кръстополе. От 1944 г. е партизанин от Партизанския отряд „Асен Златаров“.
След Деветосептемврийския преврат в 1944 година е кмет на Хасково (12 септември 1944-ноември 1946). От 1949 до 1953 година е председател Общинския народен съвет в Хасково. Оставя спомени.